# 난태생
난태생(卵胎生)은 동물이 생식하는 방식의 하나로, 알이 수정은 하지만 태반이 존재하지 않아 모체에서 영향을 받지 못하고 난황을 영양으로 하는 태생을 가리킨다.
난태생은 일부 물고기, 파충류, 무척추동물과 같은 수많은 해양 생물과 관련된다. 이를테면 살무사, 우렁이, 바닷망상어 등이 이에 속한다.

## 같이 보기
- 태생
- 난생